# Branchinecta lindahli
Branchinecta lindahli är en kräftdjursart som beskrevs av Alpheus Spring Packard 1883. Branchinecta lindahli ingår i släktet Branchinecta och familjen Branchinectidae. Inga underarter finns listade.